# 1809 en France
Chronologie de la France
- 1805
- 1806
- 1807
- 1808
- 1809
- 1810
- 1811
- 1812
- 1813

Cette page concerne l'année 1809 du calendrier grégorien.

## Événements
- 23 janvier : Napoléon rentré d’Espagne, est à Paris[1].
- 28 janvier : disgrâce de Talleyrand, impliqué dans un complot contre l’empereur. Napoléon lui enlève sa place de grand chambellan après une se mémorable. Le lendemain 29 janvier, Talleyrand se rend chez Metternich, ambassadeur de Vienne à Paris et se met au service de l'Autriche [2].

- 7 février : décret créant la Chambre de commerce de Dieppe[3].

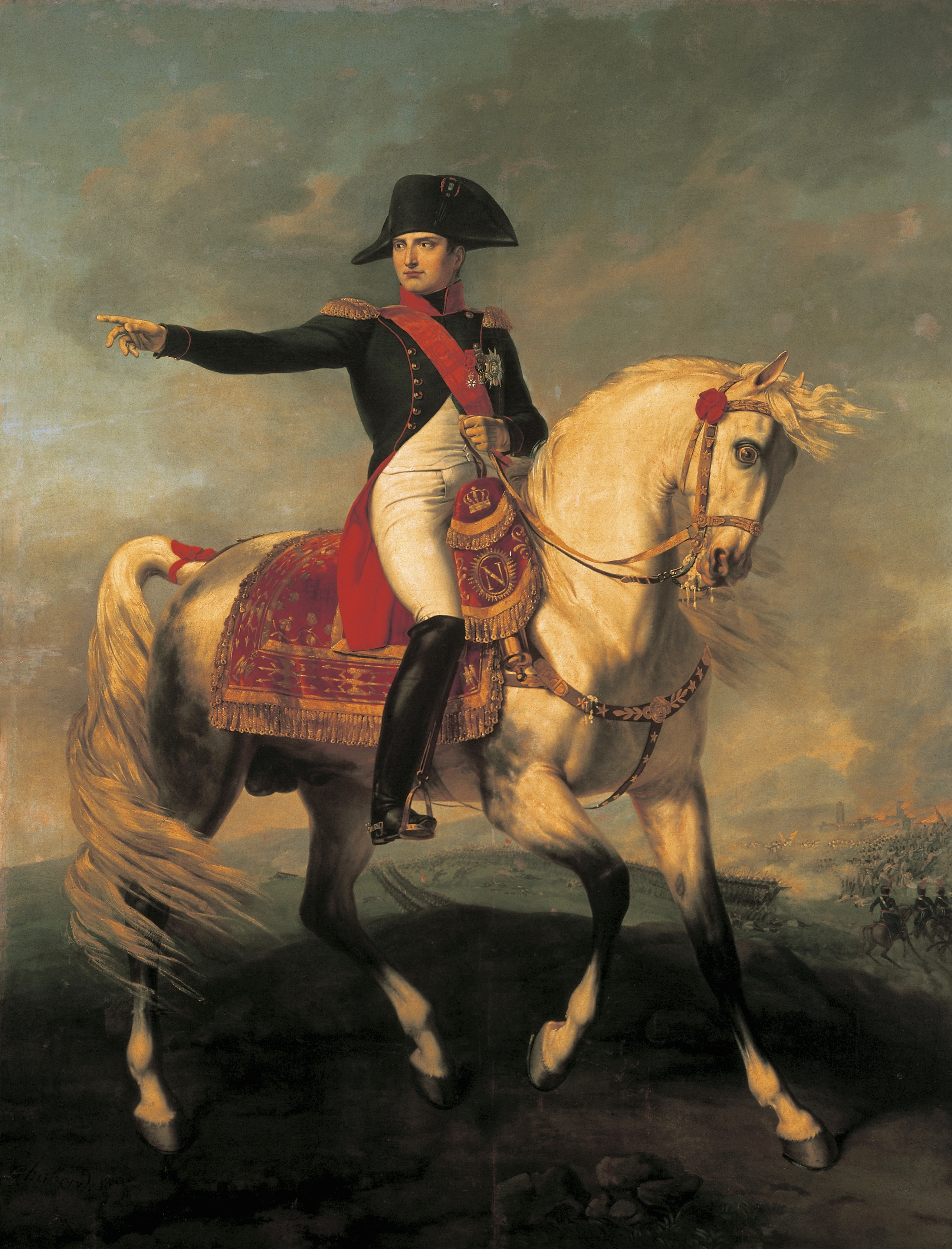
Joseph Chabord : Napoléon à Wagram.

- 9 avril-14 octobre : reprise de la guerre entre l'Autriche et la France et formation de la cinquième coalition contre la France[4].
- 11-12 avril : bataille de l'île d'Aix. Destruction de quatre vaisseaux la flotte française dans la rade des Basques par les Britanniques[5].
- 22 avril : victoire d'Eckmühl[4].

- 13 mai : prise de Vienne[4].
- 17 mai : décret de Schönbrunn qui annexe les États pontificaux à l'Empire français pour former les départements du Tibre et de Trasimène[6].
- 22 mai : bataille d'Essling[4].
- 10 juin : excommunication de Napoléon[6].
- 29 juin : premier complot du général Malet.
- 5 - 6 juillet : bataille de Wagram[4].
- 6 juillet : arrestation de Pie VII, placé en résidence surveillée à Savone[6].
- 26 août : le pape refuse l'investiture canonique aux nouveaux évêques français[7].
- 12 octobre : le général Jean Rapp aide de camp de l'Empereur déjoue une tentative d'assassinat de Napoléon par le jeune Frédéric Staps[8].
- 14 octobre : paix de Schönbrunn[4].

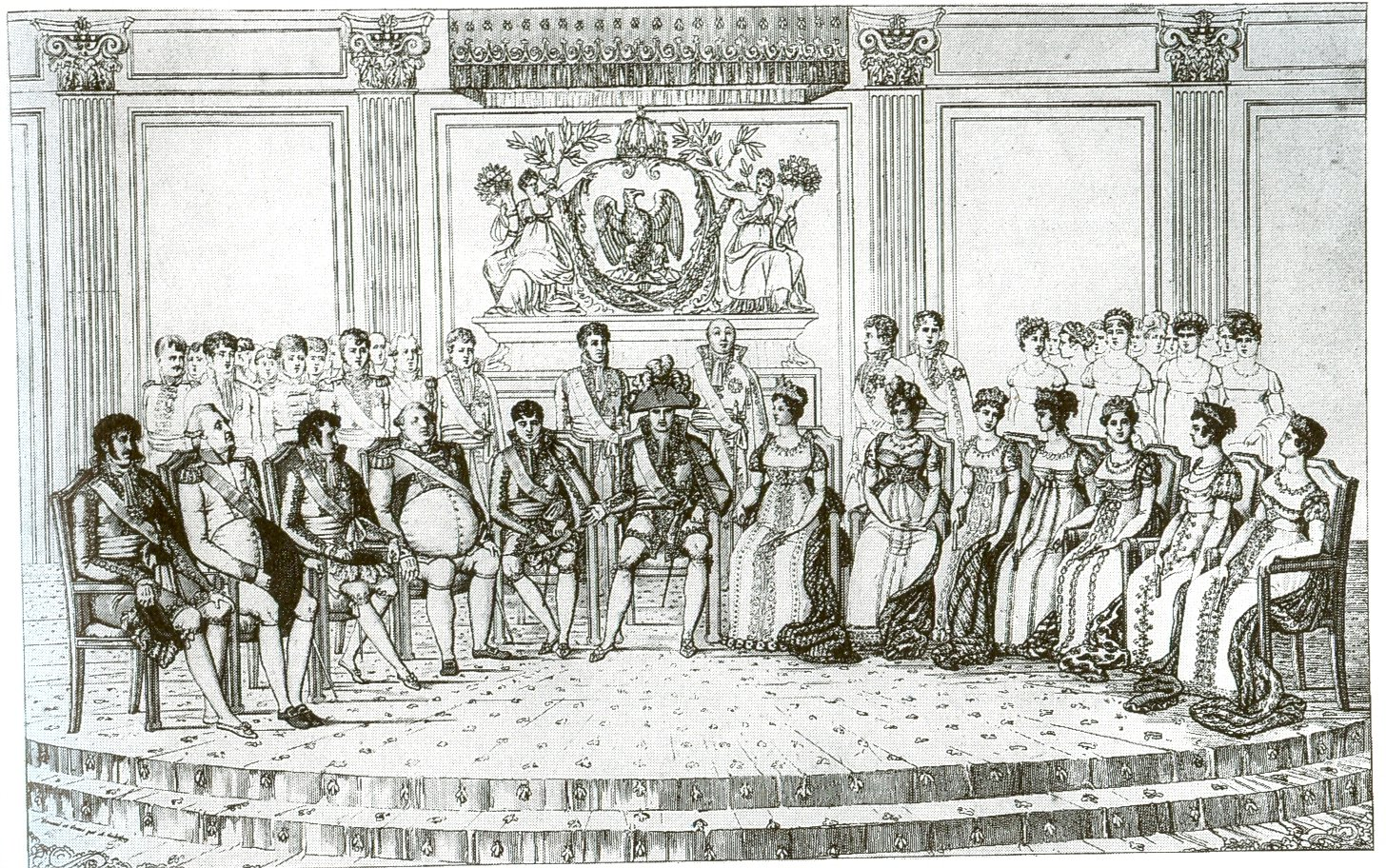
Adrien Godefroy, Napoléon et les souverains alliés avec des membres de leur famille lors d'un bal offert par l'Hôtel de Ville de Paris le 4 décembre 1809.

- 16 octobre : Napoléon quitte Vienne pour rentrer en France. Le même jour, Frédéric Staps est fusillé[8]. (Il est de retour le 26 octobre dans la Capitale)
- Nuit du 15 au 16 décembre : sénatus-consulte prononçant le divorce de Napoléon et Joséphine de Beauharnais[6].

## Naissances en 1809
- 4 janvier : Louis Braille, inventeur du système d'écriture pour aveugles et malvoyants († 5 janvier 1852).
- 15 janvier : Pierre-Joseph Proudhon, économiste et théoricien de l'anarchie à Besançon († 19 janvier 1865).

- 6 février : Karl Bodmer, peintre, illustrateur et photographe français d'origine suisse († 30 octobre 1893).

- 27 mars : Eugène Haussmann, urbaniste français († 11 janvier 1891).

- 24 juin : Élisa Mercœur, poétesse française († 7 janvier 1835).

- 16 septembre : Jacques Dehaene, homme d'église et politicien français († 15 juillet 1882).

## Décès en 1809
- 3 janvier : Henri-Pierre Danloux, peintre, dessinateur et graveur français (° 24 février 1753)

- 27 mars : Joseph-Marie Vien, peintre français (né à Montpellier le (° 18 juin 1716)

- 31 mai : Jean Lannes, maréchal d'Empire d'origine française,  Duc de Montebello (° 10 avril 1769).

- 11 novembre : Jean-Joseph Taillasson, peintre, dessinateur et critique français (° 6 juillet 1745)
- 27 novembre : Nicolas Dalayrac, compositeur français  (° 8 juin 1753).

- 16 décembre : Antoine-François Fourcroy, chimiste français  (° 15 juin 1755)